# Western Culture
| Оценки критиков          | Оценки критиков |
| Источник                 | Оценка          |
| ------------------------ | --------------- |
| AllMusic                 | [ 1 ]           |
| Pitchfork Media          | 8.0/10          |
| Christgau's Record Guide | A−              |

Western Culture — студийный альбом английской авангардной группы Henry Cow, записанный в студии Sunrise, расположенной в швейцарском Кирхберге. Альбом записывался в январе, июле и августе 1978 года. Это был последний альбом группы, выпущенный в 1979 году под собственным лейблом группы Henry Cow, который назывался Broadcast. Более поздние версии альбома появились под лейблом Interzone в США и Celluloid во Франции. Только у альбома Broadcast был индивидуальный дизайн обложки.

## Предпосылки
Western Culture — инструментальный альбом, возникший из-за разногласий в группе относительно того, каким должен быть состав их следующего альбома. Запись уже началась в студии Sunrise в январе 1978 года, но некоторые участники были недовольны преобладанием песенного материала. В качестве компромисса было решено сделать два альбома: один из «песен» (выпущенный вскоре в виде альбома Hopes and Fears новой группы Art Bears) и один из чисто инструментальных композиций. Группа вернулась в студию Sunrise в июле того же года, чтобы записать инструментальные произведения для Western Culture, за исключением «½ the Sky», которая была записана во время январских сессий.
Henry Cow распалась вскоре после записи этого альбома.

## Запись
Композиция Линдси Купер «½ the Sky» была названа в честь изречения Мао Цзэдуна «Женщины держат половину неба». «Viva Pa Ubu» (не вошедший в альбом трек из январской записи) был записан Тимом Ходжкинсоном как начало музыкальной постановки пьесы Альфреда Жарри "Ubu Roi (Па Убу — персонаж пьесы). «Viva Pa Ubu» включает в себя пение всей группой. Вследствие этого другие переиздания компакт-диска уже не являются инструментальными. «Viva Pa Ubu» и «Slice» (не вошедшие в июльские и августовские сессии записи) ранее были выпущены в «Recommended Records Sampler» (1982).
Во время записи в июле и августе 1978 года Henry Cow также записали композицию Фреда Фрита «Waking Against Sleep». Эту 2-минутную пьесу группа ранее исполняла на живом концерте под названием «The Herring People». Позднее трек был записан группой Curlew, в состав которой входил Фред Фрит, под названием «Time and a Half» и появился на их альбоме «North America» (1985), который продюсировал Фрит. «Waking Against Sleep» никогда не издавался у Henry Cow, но появился на переиздании сольного компакт-диска Фреда Фрита, Gravity в 1990 году. В 2009 году эта композиция с первоначальным названием «Waking Against Sleep» была включена в сборник «Volume 9: Late» коллекционного издания The 40th Anniversary Henry Cow Box Set.

## Переиздание CD
Студия Broadcast выпустила переиздание Western Culture на CD в 1988 году. В этом же году вышло переиздание альбома под лейблом East Side Digital Records. В 2001 году пластинка была частично обновлена Бобом Дрэйком и выпущена под лейблами Recommended Records и East Side Digital. Альбом пополнился тремя бонусными треками (один из которых ранее не публиковался), новыми аннотациями и фотографиями. В буклете к альбому бонусные треки перечислены в неправильном порядке.

## Список треков
Записано в Sunrise Studio, Кирхберг (Швейцария) в указанные даты.
| №  | Название              | Автор(ы)   | Записан в период         | Длительность |
| -- | --------------------- | ---------- | ------------------------ | ------------ |
| 1. | «Industry»            | Ходжкинсон | 26 июля – 8 августа 1978 | 6:58         |
| 2. | «The Decay of Cities» | Ходжкинсон | 26 июля – 8 августа 1978 | 6:55         |
| 3. | «On the Raft»         | Ходжкинсон | 26 июля – 8 августа 1978 | 4:01         |

| №  | Название       | Автор(ы)          | Записан в период         | Длительность |
| -- | -------------- | ----------------- | ------------------------ | ------------ |
| 4. | «Falling Away» | Купер             | 26 июля – 8 августа 1978 | 7:38         |
| 5. | «Gretels Tale» | Купер             | 26 июля – 8 августа 1978 | 3:58         |
| 6. | «Look Back»    | Купер             | 26 июля – 8 августа 1978 | 1:19         |
| 7. | «½ the Sky»    | Купер, Ходжкинсон | 15–29 января 1978        | 5:14         |

| №   | Название              | Автор(ы)   | Записан в период         | Длительность |
| --- | --------------------- | ---------- | ------------------------ | ------------ |
| 8.  | Без названия (тишина) |            |                          | 1:29         |
| 9.  | «Viva Pa Ubu»         | Ходжкинсон | 15–29 января 1978        | 4:28         |
| 10. | «Look Back (alt)»     | Купер      | 26 июля – 8 августа 1978 | 1:21         |
| 11. | «Slice»               | Купер      | 26 июля – 8 августа 1978 | 0:36         |

## Коллектив
Henry Cow
- Тим Ходжкинсон[англ.] — орган, кларнет, альт-саксофон, гавайская гитара, фортепиано, вокал («Viva Pa Ubu»)
- Линдси Купер[англ.] — фагот, гобой, сопрано-саксофон, сопранино, вокал («Viva Pa Ubu»)
- Фред Фрит — электро-акустическая гитара, бас-гитара, сопрано саксофон (бэкграунд «On the Raft»), вокал («Viva Pa Ubu»)
- Крис Катлер[англ.] — барабаны, электрические барабаны, шум, пианино, труба (бэкграунд «On the Raft»), вокал («Viva Pa Ubu»)

Приглашённые музыканты
- Аннемари Рулофс[англ.] (только с июля по август 1978 года) — тромбон, скрипка
- Ирэн Швейцер[англ.] — фортепиано («Gretels Tale»)
- Джорджина Борн[англ.] — бас-гитара («½ the Sky», «Viva Pa Ubu»), вокал («Viva Pa Ubu»)
- Дагмар Краузе[англ.] — вокал («Viva Pa Ubu»)

Продакшен
- Henry Cow — продюсеры
- Этьен Конод — продюсер
- Крис Катлер[англ.] — обложка